# ウルトラマンバトルコレクション
『ウルトラマンバトルコレクション』は、2012年6月にバンダイナムコゲームスのディー・エヌ・エーが運営するMobage（モバゲー）よりサービスを配信したフィーチャーフォン向けソーシャルゲーム。

## 概要
円谷プロ製作の特撮作品であるウルトラシリーズを土台にウルトラマンからウルトラマンサーガまでの歴代ウルトラヒーローや怪獣を集め、自分だけのウルトラヒーロー、怪獣軍団を作る。オリジナルストーリーとしてプレイヤーが地球防衛チームの一員となって怪獣と戦ったりする